# Dissochaeta sagittata
Dissochaeta sagittata är en tvåhjärtbladig växtart som beskrevs av Carl Ludwig von Blume. Dissochaeta sagittata ingår i släktet Dissochaeta och familjen Melastomataceae. Inga underarter finns listade i Catalogue of Life.